# Лак для волос (фильм, 2007)
«Лак для волос» (англ. Hairspray; США, 2007) — музыкальный фильм режиссёра и хореографа Адама Шенкмана. В российский кинопрокат фильм вышел 27 сентября 2007 года. Фильм является адаптацией бродвейского мюзикла, который в свою очередь основан на комедии Джона Уотерса «Лак для волос» 1988 года. Действие фильма разворачивается в 1962 году в Балтиморе, главная героиня — Трэйси Тёрнблад — «очаровательная толстушка», девушка, которая одновременно является звездой танцевального шоу на местном телеканале и выступает против сегрегации.

## Сюжет

Трейси Тёрнблад (Никки Блонски) мечтает о Линке Ларкине (Зак Эфрон), на курсах по вождению. «I Can Hear the Bells».

3 мая 1962 года. Трейси Тёрнблад (Никки Блонски), жизнерадостная пухлая ученица средней школы, живущая в Балтиморе, штат Мэриленд, выходит из дома («Good Morning Baltimore») и скучает целый день на уроках в школе, прежде чем она со своей лучшей подругой Пенни Пинглетон (Аманда Байнс) сможет посмотреть по ТВ своё любимое «Шоу Корни Коллинза».
Трейси Тёрнблад не желает продолжать дело своей матери Эдны Тёрнблад, которая работает прачкой и лет 10 не покидает своего дома, комплексуя по поводу избыточного веса. Трейси мечтает стать знаменитой. Каждый раз после школы она несётся домой, чтобы посмотреть по телевизору «Шоу Корни Коллинза», а заодно потанцевать. Она приходит на прослушивание, но у неё ничего не выходит. Однажды её замечает один из танцоров шоу Линк Ларкин(Зак Эфрон). Он знакомит её с Корни, и Трейси вскоре попадает на телевидение. Она быстро становится любимицей публики, но злобная директриса канала Велма ненавидит её и всеми силами пытается выгнать её из шоу.

## В ролях
| Актёр           | Роль                |
| --------------- | ------------------- |
| Зак Эфрон       | Линк Ларкин         |
| Никки Блонски   | Трейси Тёрнблад     |
| Джон Траволта   | Эдна Тёрнблад       |
| Мишель Пфайффер | Велма фон Тассл     |
| Кристофер Уокен | Уилбер Тернблад     |
| Аманда Байнс    | Пенни Пинглтон      |
| Джеймс Марсден  | Корни Коллинз       |
| Куин Латифа     | Мотормаус Мейбелл   |
| Бриттани Сноу   | Эмбер фон Тассл     |
| Эллисон Дженни  | Пруди Пинглтон      |
| Элайджа Келли   | Сиуид Стаббс        |
| Пол Дули        | Гарриман Ф. Спитцер |
| Тейлор Паркс    | малышка Айнез       |
| Джерри Стиллер  | мистер Пинки        |

Джерри Стиллер, сыгравший владельца магазина модной одежды мистера Пинки, сыграл Уилбера Тернблада, отца Трейси в экранизации 1988 года.

## Награды и номинации

### Награды
- 2008 — премия MTV Movie Awards за прорывное исполнение роли (Зак Эфрон)
- 2007 — премия Teen Choice Awards за лучшую летнюю комедию / мюзикл

### Номинации
- 2008 — номинация на премию БАФТА за лучший грим (Джуди Купер-Сили, Джордан Сэмюэл)
- 2008 — три номинации на премию «Золотой глобус»: лучший мюзикл / комедия, лучший актёр второго плана (Джон Траволта), лучшая актриса мюзикла / комедии (Никки Блонски)
- 2008 — номинация на премию «Грэмми» за лучший саундтрек-компиляцию (Марк Шейман)
- 2008 — номинация на премию MTV Movie Awards за прорывное исполнение роли (Никки Блонски)
- 2007 — номинация на премию MTV Movie Awards за лучший летний фильм, который вы ещё не видели